# Сапожников, Адольф Иосифович
Адо́льф Ио́сифович Сапо́жников (1937—2015) — советский и российский изобретатель, преподаватель, доктор философии, кандидат технических наук, профессор. 

## Научная и педагогическая деятельность
В 1992 году возглавил Астраханский инженерно-строительный институт, выступив организатором высшего строительного образования в регионе. Ректором АИСИ работал с 1992 до 2006 года, затем профессор кафедры, в 2011 году уволен (недоступная ссылка).
Основное научное направление: строительная механика, строительные конструкции, гидротехнические сооружения водных путей и портов.
Автор почти 500 научных трудов, создал около 70 изобретений. Также публиковался в газетах, писал о сейсмостойком строительстве, проблемах образования. Подготовил 14 кандидатов и четырёх докторов наук. Ученики Сапожникова возглавляли министерства Астраханской области, руководили учебными заведениями и строительными компаниями. 

## Публикации
1. Сапожников А. И.  Методы суперэлементов в статике и динамике панельных зданий // Строительство и архитектура. — 1980. — С. 33—37.
2. Сапожников А. И.  Метод расчленения — эффективное средство статического и динамического расчёта рамно-связевых пространственных систем // Известия вузов. Строительство. — 1995. — № 7-8. — С. 125—129.
3. Сапожников А. И.  Способ подбора и конструирования оптимального отбойного устройства для причалов при их расчёте на выносливость // Известия вузов. Строительство. — 2002. — № 9. — С. 77—80.

## Награды и звания
- Орден Почёта (2000) — за заслуги перед государством, многолетний добросовестный труд и большой вклад в укрепление дружбы и сотрудничества между народами[2]
- Медаль «Ветеран труда»
- Знак «Изобретатель СССР»
- Академик Академии ЖКХ и Муниципальной академии[3]
- Две медали Международного салона инноваций и инвестиций
- Лента через плечо Кембриджского биографического центра